# 巴德峰
66°40′S 52°40′E / 66.667°S 52.667°E
巴德峰是南極洲的山峰，位於恩德比地，處於貝里根山以西37公里和大霍納肯山西南37公里，該山峰在1957年由澳大利亞的探險隊發現，以冰川學家命名。